# 이유브구
이유브구(Ijuw District)는 나우루 북동부에 위치한 행정구로, 면적은 1.1km2, 인구는 180명이다. 이유브 곶과 접한다.

## 지도

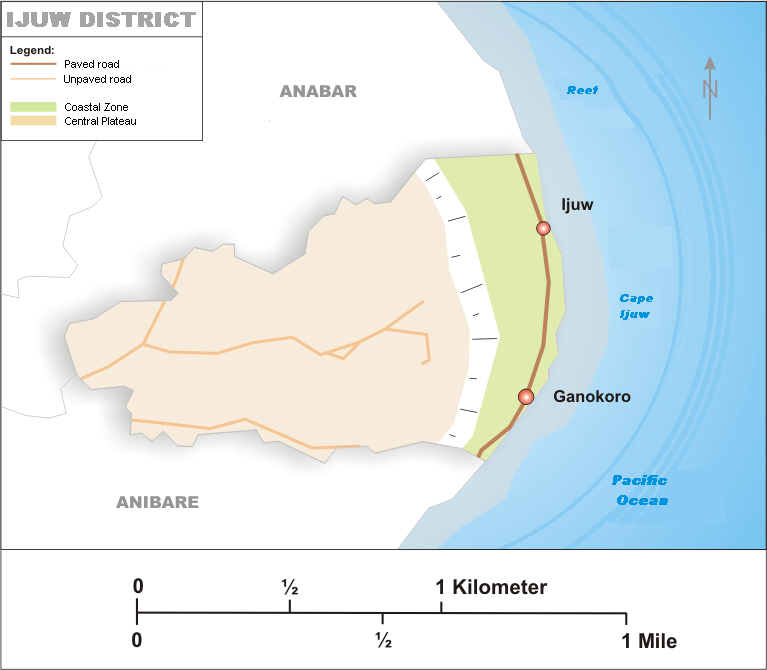
이유브 구
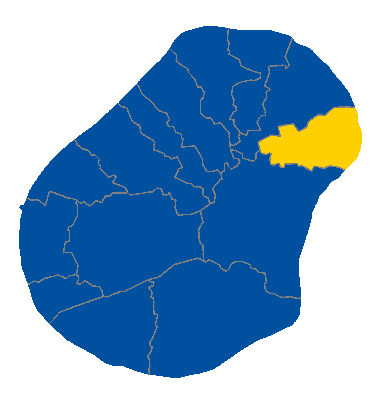
이유브 구의 위치